# Grand Prix des Amériques 1989
Il Grand Prix des Amériques 1989, seconda edizione della corsa, valida come ottava prova della Coppa del mondo di ciclismo su strada 1989, fu disputata il 6 agosto 1989 per un percorso totale di 224 km. Fu vinta dallo svizzero Jörg Müller al traguardo con il tempo di 6h03'39" alla media di 36,959 km/h.
Alla partenza erano presenti 134 ciclisti di cui 40 portarono a termine la gara.

## Ordine d'arrivo (Top 10)
| Pos. | Corridore       | Squadra     | Tempo    |
| ---- | --------------- | ----------- | -------- |
| 1    | Jörg Müller     | PDM-Ultima  | 6h03'39" |
| 2    | Yvon Madiot     | TOS         | a 45"    |
| 3    | Charly Mottet   | R.M.O.      | a 57"    |
| 4    | Greg LeMond     | ADR-Santini | a 1'31"  |
| 5    | Sean Kelly      | PDM-Ultima  | s.t.     |
| 6    | Pascal Richard  | Helvetia    | s.t.     |
| 7    | Theo de Rooij   | Panasonic   | s.t.     |
| 8    | Marc Madiot     | Toshiba     | s.t.     |
| 9    | Robert Millar   | Z-Peugeot   | s.t.     |
| 10   | Acácio da Silva | Carrera     | s.t.     |